# Terms of Endearment
Terms of Endearment is een Amerikaans filmdrama en romantische komedie uit 1983 geregisseerd door James L. Brooks. Het verhaal is gebaseerd op de gelijknamige roman van Larry McMurtry.
Het personage van Jack Nicholson, astronaut Garrett Breedlove, komt niet voor in het boek. De rol werd gecreëerd voor Burt Reynolds, maar hij had al toegezegd voor een andere film, zodat de rol naar James Garner ging. Garner maakte ruzie met de regisseur over de vertolking, en de rol ging uiteindelijk naar Nicholson. Sissy Spacek en Debra Winger waren eerst gekozen voor de rollen van de moeder en de dochter.

## Rolverdeling
| Acteur            | Personage            |
| ----------------- | -------------------- |
| Troy Bishop       | Tommy Horton         |
| Lisa Hart Carroll | Patsy Clark          |
| Jeff Daniels      | Flap Horton          |
| Danny DeVito      | Vernon Dalhart       |
| Huckleberry Fox   | Teddy Horton         |
| Betty King        | Rosie Dunlop         |
| John Lithgow      | Sam Burns            |
| Shirley MacLaine  | Aurora Greenway      |
| Jack Nicholson    | Garrett Breedlove    |
| Debra Winger      | Emma Greenway Horton |

## Prijzen
De film kreeg elf Oscar-nominaties, en won er vijf: Beste Film, Beste Regie, Beste Vrouwelijke Hoofdrol (Shirley MacLaine), Beste Mannelijke Bijrol (Jack Nicholson), en Beste Aangepaste script.